# Химитли (дем Козлукебир)
Химитли (на гръцки: Οργάνη) е село в Гърция, разположено на територията на дем Козлукебир (Ариана), област Източна Македония и Тракия.

## География
Селото е разположено на южните склонове на Родопите.